# Converse (Luizjana)
Converse – wieś w Stanach Zjednoczonych, w stanie Luizjana, w parafii Sabine.